# Odivelas (Ferreira do Alentejo)
Pour les articles homonymes, voir Odivelas (homonymie).
Odivelas est une paroisse civile portugaise (en portugais : freguesia) de la municipalité de Ferreira do Alentejo dans le district de Beja.

## Géographie
Odivelas est traversée d'est en ouest par la Ribeira de Odivelas et le canal du Sado, deux affluents du Sado. Le barrage d'Odivelas se trouve au nord-est d'Odivelas.

## Démographie
Lors du recensement de 2021, Odivelas compte 473 habitants. C'est alors la paroisse la moins peuplée de la municipalité de Ferreira do Alentejo.